# Orava
|  | Per a altres significats, vegeu «Orava (desambiguació)». |

L'Orava és un riu de 60,9 km de llargària al nord-oest d'Eslovàquia. La seva font és avui l'Embassament d'aigua d'Orava les aigües del qual van inundar la confluència de Biela (Blanc) Orava i Čierna (Negre) Orava el 1953. Desemboca al riu Váh, prop del poble de Kraľovany. Té 620 km (390 mi) de llarg i la seva mida de la conca és de 1,192 km2 (460 sq mi).